# Meliosma grandifolia
Meliosma grandifolia är en tvåhjärtbladig växtart som beskrevs av Urban. Meliosma grandifolia ingår i släktet Meliosma och familjen Sabiaceae. Inga underarter finns listade.